# فرانسيس باس بوخ
فرانسيس باس بوخ (بالإنجليزية: Frances Buss Buch)‏ هي مخرجة أمريكية، ولدت في 3 يونيو 1917 في سانت لويس في الولايات المتحدة، وتوفيت في 19 يناير 2010 في هينديرسونفيل في الولايات المتحدة.

## وصلات خارجية
- فرانسيس باس بوخ على موقع IMDb (الإنجليزية)